# Betta livida
Betta livida là một loài cá thuộc họ Belontiidae. Nó là loài đặc hữu của Malaysia.